# Muhammad bin Tughluq
Muḥammad ibn Tughluq (Delhi, 1290-Sind, 20 de marzo de 1351) fue el segundo sultán (1325–1351) de la dinastía tughlaq, quien brevemente extendió el dominio del sultanato de Delhi desde el norte de la India hasta casi la mayoría del subcontinente. 
Antes de ascender al Sultanato fue conocido como Ulugh Khan. 
Trasladó la capital desde Delhi hasta Deogir (hoy Daulatabad) en un intento de consolidar su influencia sobre el sur de la India; la migración resultante de los norteños hacia el sur esparció el lenguaje Urdu en la zona. Tughluq trató de utilizar los servicios de los ʽulamāʾ (clérigos musulmanes) pero fue desairado; sus propuestas a los sufistas encontraron un destino similar.
Sus innovaciones agrarias abarcaban desde la rotación de cultivos y granjas gubernamentales hasta mejorías en la irrigación. Aunque deseaba crear un orden social más equitativo, su dureza socavó su autoridad: durante su gobierno sofocó 22 rebeliones.